# Teresa Urrea
Teresa Urrea (frequentemente referida como Teresita), também conhecida como Santa Teresa (a "Santa de Cabora") aos mayos (15 de outubro de 1873 – 11 de janeiro de 1906), foi uma mística mexicana, curandeira e insurgente revolucionária.

## Vida pregressa
La Santa de Cabora nasceu em 1873. O pai dela era dono de um "rancho" e a mãe, uma rancheira de 14 anos. Ao longo de sua juventude, seu pai a ignorou e foi criada por sua tia amarga e sua mãe quieta.

## Ícone folclórico
No outono de 1889, Urrea teve uma doença grave e começou a experimentar visões religiosas. Quando ela se recuperou, ela acreditava ter recebido poderes de cura da Virgem Maria, e logo ganhou seguidores quando 1200 pessoas acamparam nas proximidades para buscar cura e observar milagres. Os povos indígenas começaram a chamá-la "A Santa de Cabora". Ela atraiu críticas dos funcionários da igreja por dar sermões informais nos quais chamava atenção para abusos clericais. Foi relatado na igreja que ela era "sempre amiga dos enfermos, especialmente dos pobres, sem nunca se zangar, demonstrando uma humildade exemplar. Heroica, ela fica sem descanso desde o amanhecer até às vezes tarde da noite, e atende pacientemente e pessoalmente com os raivosos, tocando com as mãos as feridas mais desagradáveis, fazendo seu leito ao lado de alguns pacientes que sofriam de doenças infecciosas como ptise, lazarinos [lepra] e outros." A imprensa mexicana começou a cobrir suas atividades em dezembro de 1889, notadamente o jornal El Monitor Republicano da Cidade do México.
Urrea previu uma inundação iminente que destruiria todos os lugares, exceto alguns que ela designou. Um dos lugares designados era Jambiobampo, Sonora, que era o centro de pregação de Damian Quijano, um mayo inspirado nos ensinamentos de Urrea cujo pai fora general sob a guerra cajemé contra os mexicanos.
Urrea era venerada como uma santa popular entre os povos yaqui e mayo, que são indígenas do deserto de Sonora, perto da fronteira com os Estados Unidos. Uma seca nos estados de Chihuahua e Sonora, juntamente com instabilidade econômica e política, levou a vila de Tomochic, Chihuahua, a procurar orientação. Um violento confronto ocorreu entre os moradores e as autoridades do governo em 7 de dezembro de 1891. Em 26 de dezembro, uma segunda revolta da aldeia derrotou quarenta soldados e Urrea deixou a área para evitar ser responsabilizada pelos incidentes. No entanto, o governo a responsabilizou e exilou Urrea e seu pai em maio de 1892. Eles se estabeleceram em Nogales, Arizona. Os tomochitecos, no entanto, continuaram sua resistência armada contra o governo em seu nome. Em resposta, tropas do governo arrasaram Tomochic em outubro de 1892 e 300 aldeões morreram na luta até o final daquele ano. Algumas fontes modernas creditam a Urrea o fervor religioso com o qual os tomochitecos em menor número resistiram às forças do governo.

## Expulsão do México
Embora os combatentes da resistência tenham invocado o apelido popular de Urrea, "Santa de Cabora", e procurado sua ajuda, não há evidências diretas de que ela tenha participado de suas atividades. Sua popularidade entre os insurgentes parece ter sido devido a sermões amadores que ela havia feito sobre igualdade, justiça e amor fraternal. Algumas fontes afirmam que "ela também fez discursos incitando o povo a lutar por sua terra". Sua extradição foi empreendida como uma ação militar pelo décimo primeiro regimento e pelo décimo segundo batalhão do exército mexicano sob o comando do general Abraham Bandala. A família Urrea partiu sem incidentes, mas o general Bandala informou ao Secretário de Guerra que havia um risco de revoltas entre o povo mayo devido à influência de Urrea. Os maios indígenas invocaram seu nome quando atacaram a cidade de Navojoa em Sonora em represália pela apreensão de suas terras.
A chegada de Urrea em Nogales recebeu as boas-vindas de um herói. Uma multidão a recebeu na estação de trem e a polícia local a acompanhou até um hotel. Urrea e seu pai solicitaram a cidadania dos Estados Unidos logo depois, embora não exista registro de que algum deles tenha sido concedido. Urrea passou os três anos seguintes vivendo em uma pequena comunidade perto de Nogales, onde retomou sua cura popular.

## Revoltas nas fronteiras
Em novembro de 1895, ela havia se mudado para Solomonville, Arizona, onde Lauro Aguirre e Flores Chapa haviam lançado recentemente um jornal El Independiente, que criticava o regime de Porfirio Díaz. Aguirre e Chapa se opuseram às práticas do governo de Díaz de desapropriar os indígenas e silenciar as críticas. Em fevereiro de 1896, Aguirre e Chapa publicaram uma circular chamada Plan Restaurador de Constitucion y Reformista, que referenciava a rebelião tomochic e acusava o governo mexicano de ter violado a constituição de 1857 de várias maneiras. O Plan Restaurador pedia a derrubada violenta do governo de Díaz. Vinte e três pessoas assinaram o Plano, algumas das quais próximas a Teresa Urrea, e presumiu-se que ela estivesse envolvida nos bastidores. Posteriormente, o governo dos Estados Unidos julgou e absolveu Aguirre e Chapa; O suposto envolvimento de Teresa Urrea chamou a atenção durante o julgamento.
Após o julgamento, Teresa Urrea se mudou para El Paso, Texas, onde Aguirre retomou a publicação de jornais. A imprensa de El Paso a descreveu como "uma curadora espiritual apolítica" até que revoltas populares contra o governo Díaz irromperam ao longo da fronteira em agosto de 1896. Em 12 de agosto, setenta indígenas yaquis, pimas e outros mexicanos invadiram a alfândega de Nogales, Arizona, em nome de "La Santa de Cabora". Três pessoas morreram durante o levante, coberto pela imprensa mexicana e americana, com implicações de que a rebelião foi inspirada por edições do jornal El Independiente de Aguirre e por fotografias de Teresa Urrea. Alegadamente, os insurgentes carregaram sua fotografia sobre seus corações, na crença de que os protegeria durante o levante.
Fontes se contradizem em relação à extensão do papel de Teresa Urrea na revolta de Nogales e em outros levantes que se seguiram. O jornal de Aguirre a representou como defensora da revolução violenta e publicou queixas contra o governo e o clero mexicanos com sua assinatura. No entanto, o El Paso Herald publicou uma declaração na qual ela se distanciou dos levantes e se ressentiu da apropriação de seu nome para fins revolucionários. É incerto se a declaração do El Paso Herald expressa uma queixa genuína ou uma tentativa de se distanciar das consequências de atividades políticas reais. O New York Times atribuiu 1000 mortes nos levantes na fronteira à sua influência. A aplicação da lei e os registros consulares do período a associam a atividades revolucionárias, e os jornais El Paso relataram em janeiro de 1897 que o governo do México tentou matá-la. Logo depois ela se mudou para o Arizona.

## Anos tardios
Teresa Urrea casou-se em 1900, mas o noivo agiu estranhamente no dia do casamento e pode ter sido envolvido com o governo mexicano em outro plano de assassinato contra ela Ela se casou com um mineiro yaqui chamado Lupe Rodríguez que "brandiu um rifle e tentou forçar Urrea a entrar em um trem para o sul, rumo ao México". A imprensa local retratou Rodriguez como mentalmente desequilibrado; o casal se separou menos de um dia após a cerimônia de casamento.
Pouco depois, Teresa Urrea foi para a Califórnia para tratar um garoto com meningite, e ela assinou um contrato com uma editora de São Francisco ou com uma empresa farmacêutica para realizar uma turnê pública como curandeira. A turnê não teve falta de audiência, mas encontrou dificuldades internas relacionadas à barreira do idioma e às obrigações contratuais. Urrea deu uma parte substancial de seus ganhos aos pobres e, antes do término da turnê, Urrea e seu tradutor haviam se tornado amantes. Ela teve uma filha em 1902. Eles se estabeleceram em Los Angeles, onde ela apoiou abertamente os trabalhadores mexicanos que sindicalizaram e entraram em greve em busca de salário igual. Em 1904, ela se mudou para Ventura County, Califórnia, teve um segundo filho e comprou uma casa. Ela morreu de tuberculose em 1906.
Urrea foi enterrada em Clifton, Arizona.